# Arthroclianthus
Genre
Arthroclianthus est un genre de plantes à fleurs dicotylédones de la famille des Fabaceae, sous-famille des Faboideae, endémique de Nouvelle-Calédonie, qui comprend une vingtaine d'espèces.

## Étymologie
Le nom générique, « Arthroclianthus », est formé de trois racines grecques :   ἄρθρον (arthron) « joint, soudé »,  κλέος (kléos), « éclatant » et ἄνθος (anthos) « fleur », en référence aux fleurs qui sont soudées et voyantes.

## Liste d'espèces
Selon Plants of the World Online (Kew Science) :
- Arthroclianthus andersonii (Seem.) Schindl.
- Arthroclianthus angustifolius Hochr.
- Arthroclianthus balansae Schindl.
- Arthroclianthus caudatus Schindl.
- Arthroclianthus comptonii Baker f.
- Arthroclianthus coriaceus Schindl.
- Arthroclianthus cuneatus Schindl.
- Arthroclianthus deplanchei Hochr.
- Arthroclianthus grandifolius Baker f.
- Arthroclianthus ischnopodus Guillaumin
- Arthroclianthus leratii Schindl.
- Arthroclianthus macrobotryosus Hochr.
- Arthroclianthus macrophyllus Schindl.
- Arthroclianthus maximus Schindl.
- Arthroclianthus microbotrys Hochr.
- Arthroclianthus obovatus Hochr.
- Arthroclianthus ovalifolius Schindl.
- Arthroclianthus sanguineus Baill.
- Arthroclianthus tenuifolius Schindl.
- Arthroclianthus vieillardii Schindl.